# Droylsden
Droylsden è una località di 23 172 abitanti della contea della Greater Manchester, in Inghilterra, già comune fino al 1974.

## Amministrazione

### Gemellaggi
- Villemomble, Francia